# Novar Gadson
Novar Gadson (Filadelfia, 17 dicembre 1989) è un cestista statunitense.